# برنار ديفوشيل
برنار ديفوشيل (بالفرنسية: Bernard Devauchelle)‏ هو جرّاح فم ووجه وفكين فرنسي. اشتهر بكونه أول من نجح في إجراء عملية زراعة وجه في العالم، وكان ذلك في مستشفى جامعة أميان في نوفمبر 2005. أُجريت الجراحة ـ التي استغرقت 15 ساعة ـ لمريضة فرنسية تدعى إيزابيل دينوار، كان كلبها قد مزق أنفها وشفتيها وذقنها.